# Meysam Dalkhani
Meysam Dalkhani (pers.  میثم دلخانی ;ur. 5 stycznia 1997) – irański zapaśnik walczący w stylu klasycznym. Mistrz świata w 2021; piąty w 2019 roku. 
Ósmy na igrzyskach azjatyckich w 2022. Srebrny medalista mistrzostw Azji w 2021 i brązowy w 2020. 
Mistrz świata U-23 w 2019 i Azji U-23 w 2019. Trzeci na MŚ juniorów w 2016 i Azji w 2015. Trzeci na mistrzostwach Azji kadetów w 2013 roku.